# Nephelaphyllum gracile
Nephelaphyllum gracile är en orkidéart som beskrevs av Rudolf Schlechter. Nephelaphyllum gracile ingår i släktet Nephelaphyllum och familjen orkidéer. Inga underarter finns listade i Catalogue of Life.